# Weinmannia horrida
Weinmannia horrida är en tvåhjärtbladig växtart som beskrevs av J.F.Morales. Weinmannia horrida ingår i släktet Weinmannia och familjen Cunoniaceae. Inga underarter finns listade i Catalogue of Life.